# Stanisław Waradzyn
Stanisław Franciszek Waradzyn (ur. 22 marca 1892, zm. ?) – podpułkownik piechoty Wojska Polskiego.

## Życiorys
W czasie I wojny światowej walczył w szeregach cesarskiej i królewskiej Armii. Jego oddziałem macierzystym był Pułk Piechoty Nr 13. Na stopień podporucznika został mianowany ze starszeństwem z 1 stycznia 1916 w korpusie oficerów rezerwy piechoty.
19 sierpnia 1920 został zatwierdzony z dniem 1 kwietnia 1920 w stopniu kapitana, w piechocie, w grupie oficerów byłej armii austro-węgierskiej. Służył w 13 Pułku Piechoty. 3 maja 1922 został zweryfikowany w stopniu majora ze starszeństwem z 1 czerwca 1919 i 417. lokatą w korpusie oficerów piechoty. W tym samym roku został przeniesiony do 79 Pułku Piechoty w Słonimie i 10 lipca zatwierdzony na stanowisku pełniącego obowiązki dowódcy batalionu sztabowego. W 1924, w związku z likwidacją baonu sztabowego, został wyznaczony na stanowisko kwatermistrza. W listopadzie 1925 został przesunięty na stanowisko dowódcy III batalionu. W maju 1927 został przeniesiony do 66 Pułku Piechoty w Chełmnie na stanowisko zastępcy dowódcy pułku. 26 stycznia 1928 został mianowany podpułkownikiem ze starszeństwem z 1 stycznia 1928 i 19. lokatą w korpusie oficerów piechoty. W marcu 1932 został przeniesiony do Powiatowej Komendy Uzupełnień Kutno na stanowisko komendanta. 1 września 1938 dowodzona przez niego jednostka została przemianowana na Komendę Rejonu Uzupełnień Kutno, a zajmowane przez niego stanowisko otrzymało nazwę „komendant rejonu uzupełnień”. Na tym stanowisku pozostawał do następnego roku.

## Ordery i odznaczenia
- Krzyż Kawalerski Orderu Odrodzenia Polski[19][20]
- Krzyż Walecznych (trzykrotnie)[19][20]
- Medal Niepodległości (4 listopada 1933)[21][22]
- Krzyż Zasługi Wojskowej 3 klasy z dekoracją wojenną i mieczami (Austro-Węgry)[2]
- Signum Laudis Brązowy Medal Zasługi Wojskowej z mieczami na wstążce Krzyża Zasługi Wojskowej (Austro-Węgry)[2]
- Krzyż Wojskowy Karola (Austro-Węgry)[2]